# Haim Ben-Asher
Haim Ben-Asher (em hebraico:  חיים בן-אשר, nascido Haim Finkel em 10 de julho de 1904, falecido em 14 de julho de 1998) foi um político israelense que serviu como membro do Knesset pelo Mapai entre 1949 e 1955.

## Biografia
Nascido em Odessa no Império Russo (hoje na Ucrânia), Ben-Asher estudou num heder. Ele fez aliá para o Mandato Britânico da Palestina em 1924 e estudou na Universidade Hebraica. Um membro do pelotão Ein Harod na cidade, ele estava entre os fundadores do kibutz Givat Brenner em 1928, embora mais tarde tenha se mudado para Netzer Sereni após a divisão no movimento HaKibbutz HaMeuhad. Ele também trabalhou como emissário do movimento HeHalutz na Alemanha e na Polônia.
Durante a Segunda Guerra Mundial alistou-se na Brigada Judaica. Enquanto no exército, ele editou o jornal The Soldier (O Soldado) e a revista da Brigada Judaica, HaMa'avak (Em Luta).

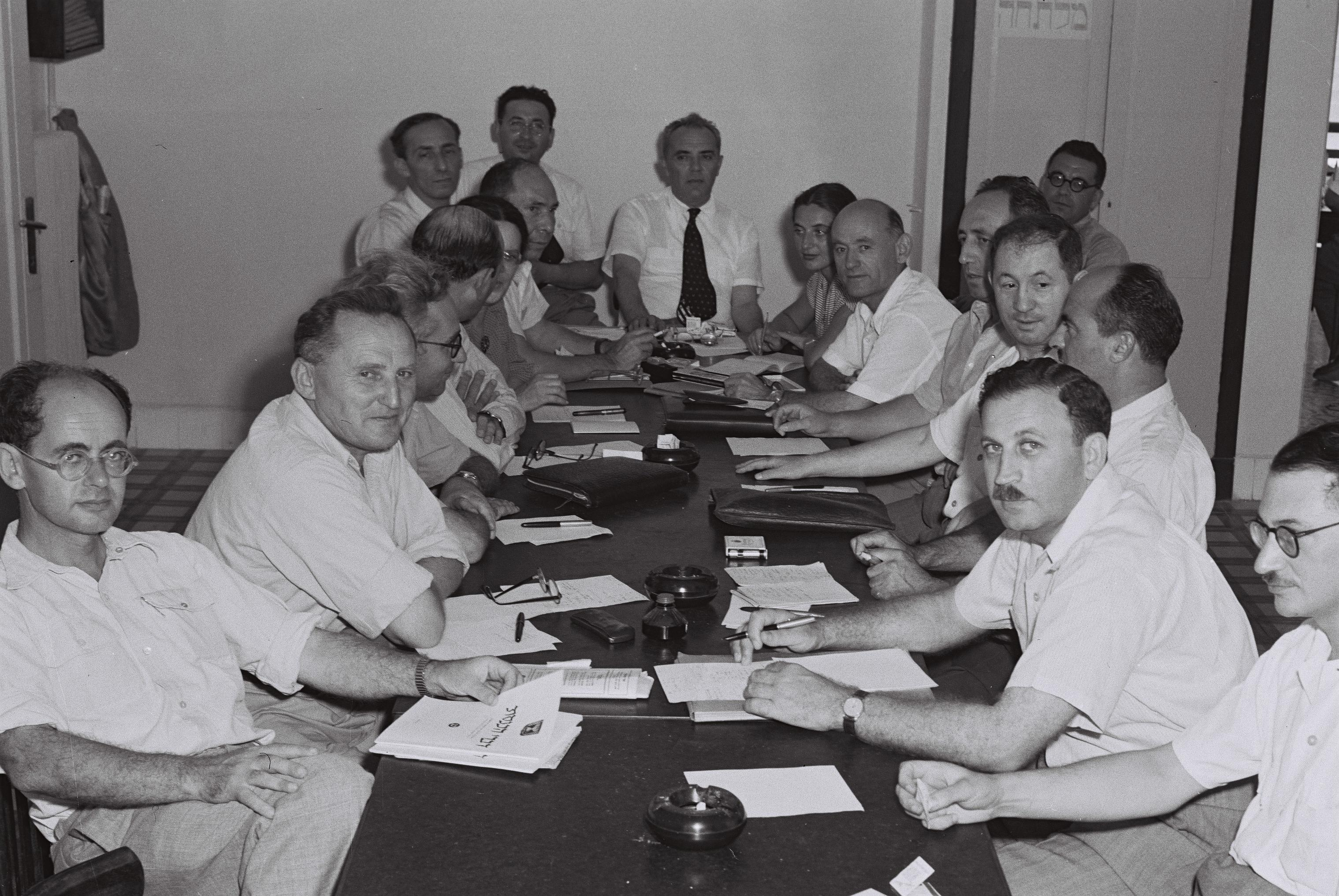
Comitê de Relações Exteriores e Segurança do Knesset, 1º de setembro de 1949. Haim Ben-Asher é o primeiro da esquerda.

Membro do comitê central do Mapai nas primeiras eleições do Knesset, em 1949, conquistou um assento na lista do partido. No mesmo ano, Ben-Asher foi indicado por Ben Gurion para um comitê especial para investigar os gastos do exército, sob o Ministro da Justiça Yitzhak Olshan e junto a outros dois membros do Knesset. Ele foi reeleito em 1951, mas perdeu seu assento nas eleições de 1955. Em 1959 ele publicou um livro, The Future World of Yesterday (O Mundo Futuro do Amanhã). Ben-Asher também atuou como diretor da Faculdade Acadêmica Beit Berl.
Ele morreu em 1998, aos 94 anos.